# Le Dernier Train pour Frisco
Pour plus de détails, voir Fiche technique et Distribution.
Le Dernier Train pour Frisco (titre original : One More Train to Rob) est un film américain réalisé par Andrew V. McLaglen et sorti en 1971.

## Synopsis
Californie, fin du XIXe siècle : un train est attaqué par des malfrats qui réussissent à s'emparer de plusieurs milliers de dollars convoyés. Quand vient le moment de partager le pactole, Timothy X Nolan fomente un piège à l'encontre de son complice Harker Fleet qui se retrouve en prison. Deux ans après, Fleet est libéré et va s'employer à déjouer le chantage que Nolan exerce sur une communauté chinoise afin de la rançonner après avoir pris en otage son patriarche Maître Chang.

## Fiche technique
- Titre : Le Dernier Train pour Frisco
- Titre original : One More Train to Rob
- Réalisation : Andrew V. McLaglen
- Scénario : Dick Nelson, Don Tait d'après l'histoire de William Roberts
- Musique : David Shire
- Chansons :
  - Havin' Myself a Fine Time, paroles de Richard Maltby Jr. et musique de David Shire, interprétée par Tim Morgan
  - Hymne Nearer, My God, to Thee (Plus près de toi, mon Dieu), paroles de Sarah Flower Adams et musique arrangée par Lowell Mason
- Photographie : Alric Edens
- Son : Waldon O. Waldon, Ronald Pierce, Clarence Self
- Montage : Robert Simpson
- Direction artistique : Henry Bumstead, Alexander Golitzen
- Décors : Charles S. Thompson
- Costumes : Grady Hunt
- Pays d'origine :  États-Unis
- Tournage :
  - Langue : anglais
  - Période prises de vue : 9 mars à début avril 1970
  - Extérieurs : Californie du Sud
- Producteur : Robert Arthur
- Société de production : Universal Pictures
- Sociétés de distribution : Universal Pictures, Cinema International Corporation (CIC)
- Format : couleur par Technicolor — 35 mm — monophonique
- Genre : western
- Durée : 108 minutes
- Date de sortie :
  - États-Unis : 1er juin 1971
- Mention : tout public, avec contrôle parental
- Box office France : 239.850 entrées (1972)
- Affiche : Jean Mascii (France)

## Distribution
- George Peppard (VF : Jean-Claude Michel) : Harker Fleet
- Diana Muldaur (VF : Perrette Pradier) : Katy
- John Vernon (VF : Claude Bertrand) : Timothy « X » Xavier Nolan
- France Nuyen : Ah Toy
- Steve Sandor (VF : Jacques Torrens) : Jim Gant
- Richard Loo (VF : Albert Augier) : Chang
- Soon-Tek Oh[1] : Yung
- C. K. Yang : Wong
- John Doucette (VF : Henri Nassiet) : le shérif Monte
- Robert Donner : le shérif Roy Adams
- Lane Chandler (non crédité) : L'homme prenant le manteau et le chapeau de Fleet
- Donald Barry
- Marie Windsor : Louella